# Artimpaza pulchella
Artimpaza pulchella là một loài bọ cánh cứng trong họ Cerambycidae.